# Provinciale weg 310
De provinciale weg 310, kortweg N310, is een door de provincie Gelderland beheerde verkeersweg van circa 60 kilometer lengte. De weg loopt van de N309 bij Elburg naar de N224 nabij Oosterbeek.

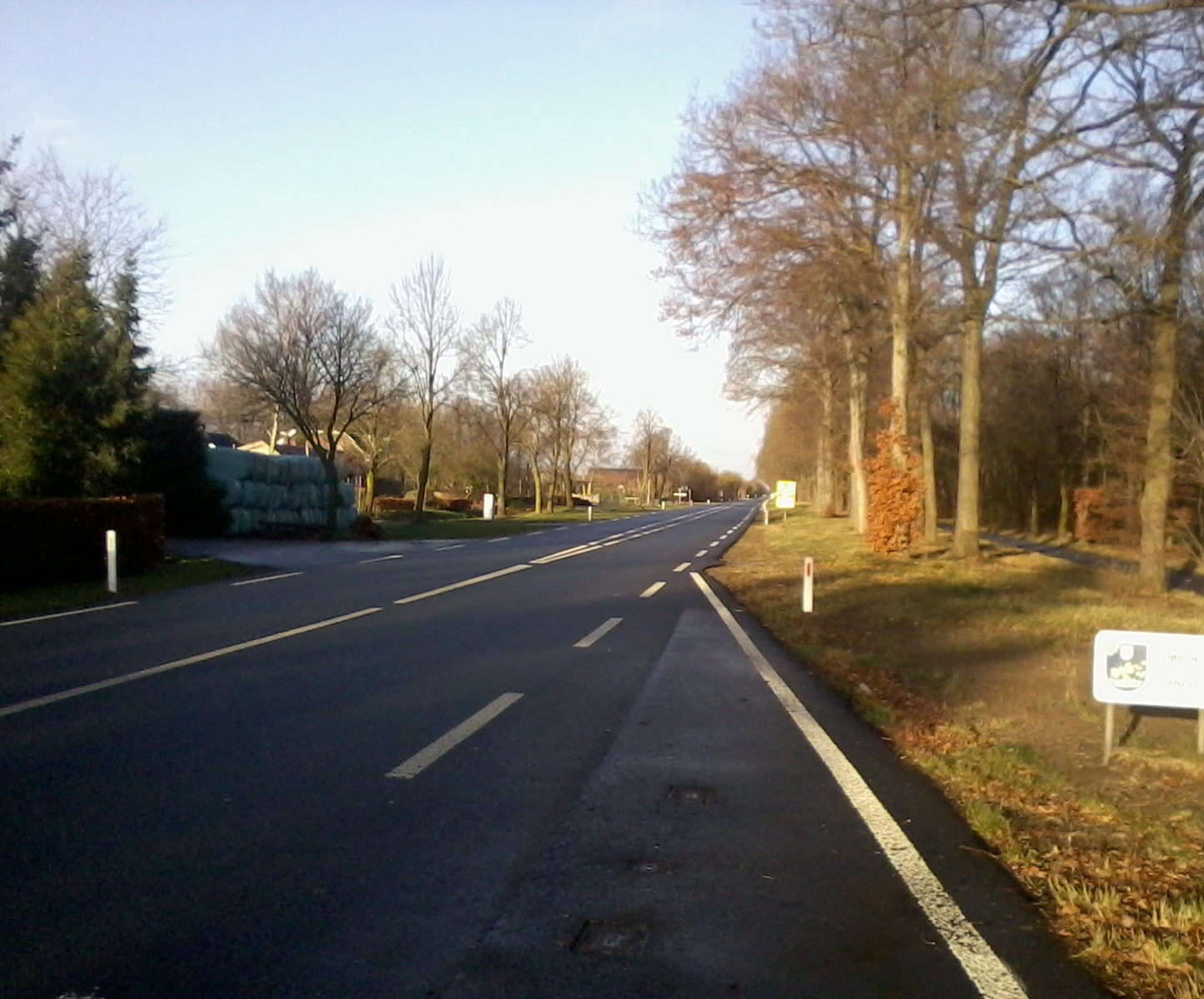
De N310 ten noorden van Harskamp.

De weg is uitgevoerd als tweestrooks-gebiedsontsluitingsweg, waar een maximumsnelheid van 80 km/h geldt. Rond drukke kruispunten en in de bebouwde kom gelden andere snelheidslimieten.
Feitelijk doorsnijdt de N310 de gehele Veluwe. Even ten zuiden van Nunspeet volgt een aansluiting met de A28. Vlak bij Stroe kruist de weg de A1.

## Geschiedenis
In 2005 is de N310 omgelegd zodat deze niet meer door de kom van Garderen loopt. Hierbij is een dubbelnummering ontstaan met de N302 Harderwijk-Kootwijk en de N344 Apeldoorn-Voorthuizen.
N23 · N34 · N224 · N225 · N229 · N233 · N271 · N301 · N302 · N303 · N304 · N305 · N306 · N307 · N308 · N309 · N310 · N311 · N312 · N313 · N314 · N315 · N316 · N317 · N318 · N319 · N320 · N322 · N323 · N324 · N325/A325 · N326/A326 · N327 · N329 · N330 · N331 · N332 · N333 · N334 · N335 · N336 · N337 · N338 · N339 · N340 · N341 · N342 · N343 · N344 · N345 · N346 · N347 · N348/A348 · N349 · N350 · N351 · N352 · N375 · N377

N418 · N701 · N702 · N703 · N704 · N705 · N706 · N707 · N708 · N709 · N710 · N711 · N712 · N713 · N714 · N715 · N716 · N717 · N718 · N719 · N720 · N727 · N731 · N732 · N733 · N734 · N735 · N736 · N737 · N738 · N739 · N740 · N741 · N742 · N743 · N744 · N745 · N746 · N747 · N748 · N749 · N750 · N751 · N752 · N753 · N754 · N755 · N756 · N757 · N758 · N759 · N760 · N761 · N762 · N763 · N764 · N765 · N766 · N768 · N781 · N782 · N783 · N784 · N785 · N786 · N787 · N788 · N789 · N790 · N791 · N792 · N793 · N794 · N795 · N796 · N797 · N798 · N800 · N801 · N802 · N803 · N804 · N805 · N806 · N810 · N811 · N812 · N813 · N814 · N815 · N816 · N817 · N818 · N819 · N820 · N821 · N822 · N823 · N824 · N825 · N826 · N827 · N830 · N831 · N832 · N833 · N834 · N835 · N836 · N837 · N838 · N839 · N840 · N841 · N842 · N843 · N844 · N845 · N846 · N847 · N848 · N852 · N855

Cursief vermelde wegen zijn voormalige provinciale wegen.